# Aurore Mimosa Munyangaju
Aurore Mimosa Munyangaju   (Ruanda) és una empresària i política ruandesa. És l'actual ministra d'Esports de Ruanda.
Va obtenir un Màster en Administració d'Empreses a la Maastricht School of Management amb especialitat en Gestió de Projectes.
El 2014, va ser la directora comercial de l'Intercanvi de l'Àfrica Occidental. Més tard, va esdevenir era la directora general de la companyia d'assegurances SONARWA Life Assurance. També ha presidit l'Aliança Africana de Bancs d'Inversions, un grup de banc d'inversions operatius al continent en qüestió, i ha format part del consell d'administració de diverses institucions.
El 5 de novembre del 2019, va ser designada ministra d'Esports de Ruanda, un càrrec nou en què va prendre el relleu a Espérance Nyirasafari, que fins llavors va ser ministra de Cultura i Esports. Des que era jove l'apassionen els esports: al principi practicava voleibol i bàsquet, i va arribar a competir en el segon dels esmentats. Actualment, encara hi juga com a passatemps en el temps de lleure.